# Поліна (Луїзіана)
Поліна (англ. Paulina) — переписна місцевість (CDP) в США, в окрузі Сент-Джеймс штату Луїзіана. Населення — 1778 осіб (2020).

## Географія
Поліна розташована за координатами 30°2′18″ пн. ш. 90°43′29″ зх. д. / 30.03833° пн. ш. 90.72472° зх. д. (30.038255, -90.724661).  За даними Бюро перепису населення США в 2010 році переписна місцевість мала площу 13,76 км², з яких 11,96 км² — суходіл та 1,80 км² — водойми.

## Демографія
Згідно з переписом 2010 року, у переписній місцевості мешкало 1178 осіб у 419 домогосподарствах у складі 333 родин. Густота населення становила 86 осіб/км².  Було 454 помешкання (33/км²).
Расовий склад населення:
| - 83,9 % — білих - 14,2 % — чорних або афроамериканців - 0,3 % — корінних американців - 0,3 % — азіатів |

До двох чи більше рас належало 0,9 %. Частка іспаномовних становила 1,4 % від усіх жителів.
За віковим діапазоном населення розподілялося таким чином: 30,2 % — особи молодші 18 років, 59,0 % — особи у віці 18—64 років, 10,8 % — особи у віці 65 років та старші. Медіана віку мешканця становила 34,4 року. На 100 осіб жіночої статі у переписній місцевості припадало 95,4 чоловіків;  на 100 жінок у віці від 18 років та старших — 89,4 чоловіків також старших 18 років.
Середній дохід на одне домашнє господарство  становив 84 186 доларів США (медіана — 66 698), а середній дохід на одну сім'ю — 102 734 долари (медіана — 86 125). За межею бідності перебувало 2,5 % осіб, у тому числі 0,6 % дітей у віці до 18 років та 8,3 % осіб у віці 65 років та старших.
Цивільне працевлаштоване населення становило 468 осіб. Основні галузі зайнятості: виробництво — 19,0 %, освіта, охорона здоров'я та соціальна допомога — 18,2 %, науковці, спеціалісти, менеджери — 16,0 %.